# (500301) 2012 QW28
(500301) 2012 QW28 es un asteroide perteneciente al cinturón de asteroides, descubierto el 31 de diciembre de 2008 por el equipo del Spacewatch desde el Observatorio Nacional de Kitt Peak, Arizona, Estados Unidos.

## Designación y nombre
Designado provisionalmente como 2012 QW28.

## Características orbitales
2012 QW28 está situado a una distancia media del Sol de 3,069 ua, pudiendo alejarse hasta 3,289 ua y acercarse hasta 2,848 ua. Su excentricidad es 0,071 y la inclinación orbital 11,79 grados. Emplea 1964,06 días en completar una órbita alrededor del Sol.

## Características físicas
La magnitud absoluta de 2012 QW28 es 16,2.